# Bizzarrini P538/P538S
O P538 ou P538S foi um veículo de corrida com motor traseiro, lançado em 1966 pela empresa italiana Bizzarrini. Este veículo utilizava um motor Lamborghini V12 de 4.5 L, que produzia 450 hp a 10.000 rpm, transmissão de cinco marchas manuais da ZF Sachs, freio a disco nas quatro rodas e suspensão independente, a carroceria era de fibra de vidro com o chassis de aço.
Em 2008 a Scuderia Bizzarrini anunciou que vai lançar uma nova versão deste clássico. Em versão limitada, com mais de 500 hp de origem e que podem ir até aos 1000. Vai existir como descapotável e numa versão coberta.